# Spizella passerina
Il passero cinguettante (Spizella passerina Bechstein, 1798) è una specie di uccello appartenente alla famiglia dei Passerellidae.

## Distribuzione e habitat
È originario di Bahamas, Belize, Canada, Costa Rica, Cuba, El Salvador, Guatemala, Honduras, Messico, Nicaragua, Saint-Pierre e Miquelon, Turks e Caicos e Stati Uniti d'America.